# Oksana Sljussarenko
Oksana Oleksandriwna Sljussarenko (ukrainisch Оксана Олександрівна Слюсаренко; * 23. April 1962 in Odessa, Ukrainische SSR, Sowjetunion) ist eine ukrainische Wirtschaftswissenschaftlerin und Botschafterin. Sie war 2007 stellvertretende Wirtschaftsministerin und von 2008 bis 2014 Botschafterin der Ukraine in Montenegro.

## Berufsweg
Oksana Sljussarenko wurde am 23. April 1962 in Odessa geboren. Sie absolvierte 1984 ein Studium an der Fakultät an der für Organisation und Wirtschaftsinformatik der Polytechnischen Universität Odessa (ONPU/ОНПУ) mit dem Abschluss einer Wirtschaftsingenieurin («інженер-економіст»). Bis 1989 arbeitete sie dort als Ingenieurin und Doktorandin in der Forschung. Von 1993 bis 1996 war sie Doktorandin der Metschnikow-Universität Odessa. Sie wurde 1998 promoviert und 2003 Hochschullehrerin.
In der Zeit des ökonomischen Umbruchs arbeitete sie von 1989 bis 1993 als Leiterin einer Marketing- und Informationsabteilung, Direktorin eines Reisebüros und Beraterin des Präsidenten des Internationalen-Innovations-Zentrums in Odessa (JSC «Innocenter»). Von 1995 bis 1998 war sie dort Präsidentin. Sie kehrte 1998 bis 1999 in die Forschung zurück und war für die Nationale Akademie der Wissenschaften der Ukraine tätig. Von 1999 bis 2002 wurde sie nach der Stellvertretung Vorstandsvorsitzende des CJSC «Credit and Guarantee».
Sljussarenko übernahm 2002 die Leitung der Abteilung für Finanzinstitute und -märkte des Finanzministeriums der Ukraine. Im August wurde sie Beraterin des stellvertretenden Ministerpräsidentin und Finanzministers Mykola Asarow. Nach dessen Ablösung als kommissarischer Regierungschef wurde Sljussarenko 2005 Vizerektorin für Forschung und später Rektorin der Ukrainischen Akademie für Wirtschaft und Unternehmertum. Nach Asarows Rückkehr in der zweiten Regierung Janukowytsch übernahm Sljussarenko das Amt der stellvertretenden Wirtschaftsministerin. Ende Januar 2008 wurde sie stellvertretender Leiterin des Präsidialsekretariats und Vertreterin des Präsidenten in der Werchowna Rada der Ukraine.
Am 1. Dezember 2008 wurde Oksana Sljussarenko zur außerordentlichen und bevollmächtigten Botschafterin der Ukraine in Montenegro ernannt und akkreditiert. Sie wurde Ende März 2014 abgelöst. Ihr Nachfolger wurde Wolodymyr Zybulnyk als Geschäftsträger.
Sie ist korrespondierendes Mitglied der Ukrainischen Akademie der Wissenschaften.